# Matthew Holman
Matthew J. Holman (1967) è un astrofisico statunitense dello Smithsonian Astrophysical Observatory, oltre che professore all'Università Harvard.
Al team da lui guidato sono attribuite le scoperte di numerosi satelliti naturali di Saturno, Urano e Nettuno, fra cui i seguenti (la lista non è esaustiva):
- Albiorix, satellite naturale di Saturno;
- Setebos, Ferdinando e Prospero, satelliti naturali di Urano;
- Psamate, Alimede, Sao, Laomedea e Neso, satelliti naturali di Nettuno.